# 倉垣村
倉垣村（くらがきむら）は、かつて富山県婦負郡にあった村。

## 地理
北側は日本海に面する。かつては富山飛行場があった。

## 沿革
- 1889年（明治22年）4月1日 - 町村制の施行により、婦負郡布目村、打出村、打出新村及び荒屋村の区域をもって、婦負郡倉垣村が発足する。
- 1933年（昭和8年）村内に富山飛行場が完成。
- 1954年（昭和29年）3月30日 - 婦負郡四方町、倉垣村及び八幡村が合併して、婦負郡和合町が発足する。

## 歴代村長
出典→
1. 大場義成（1889年5月 - 1891年3月16日）
2. 村上吉重郎（1891年4月14日 - 1895年5月30日）
3. 川西嘉十郎（1895年7月 - 1897年1月24日）
4. 村井安次郎（1897年3月25日 - 1900年12月27日）
5. 村上吉重郎（1901年1月31日 - 1901年6月19日）
6. 岩城治平（1901年10月2日 - 1909年10月1日）
7. 折橋平次郎（1909年10月8日 - 1912年6月29日）
8. 日下半左衛門（1912年7月13日 - 1917年9月10日）
9. 森田庄助（1917年9月 - 1919年8月8日）
10. 岡崎安之（1919年8月28日 - 1920年12月17日）
11. 村上吉重郎（1920年12月18日 - 1923年3月30日）
12. 折橋平一（1923年4月18日 - 1927年4月17日）
13. 米山市郎左衛門（1927年4月18日 - 1931年8月24日）
14. 大場安之介（1931年8月29日 - 1933年12月5日）
15. 村上吉三郎（1934年2月1日 - 1937年5月3日）
16. 川西嘉十郎（1937年7月26日 - 1940年8月22日）
17. 米山市郎左衛門（1941年2月7日 - 1941年3月25日）
18. 石割宗四郎（1941年9月1日 - 1945年8月31日）
19. 大場義郎（1945年10月27日 - 1947年4月27日）
20. 藤井庄治（1947年5月1日 - 1954年3月28日）